# Almog Cohen
Almog Cohen (Hebreo:אלמוג כהן) (Beerseba, Israel, 1 de septiembre de 1988) es un exfutbolista israelí que jugaba como centrocampista. 

## Trayectoria
Cohen inició su carrera en el fútbol en 1998, con el Beitar Tubruk de su natal Israel y en verano de 2006 se integró al Maccabi Netanya, club que lo hizo debutar de manera profesional en 2007. Estuvo cuatro temporadas en el Maccabi, siendo regular en el equipo titular e incluso llegó a ser comparado con Jens Jeremies por su entonces entrenador Lothar Matthäus.
Tuvo un buen desempeño en su última temporada en Israel (2009/10), donde anotó siete tantos en 31 partidos de liga. En febrero de 2010, Maccabi Netanya confirmó el traspaso de Cohen al Núremberg de la primera división alemana, pese al interés de otros clubes como el Schalke 04, Fortuna Düsseldorf y Rapid Viena. Debutó en la liga en la tercera jornada de la temporada 2010/11, como titular frente al Hamburgo. Su primer tanto en la Bundesliga fue precisamente ante el mismo equipo, con victoria por dos tantos a cero del conjunto de Núremberg. Durante su estadía en Alemania, fue comparado con el volante italiano Gennaro Gattuso.

## Selección nacional
Fue internacional con la selección de fútbol de Israel en 27 ocasiones desde su debut en 2010. Previamente integró la selección sub-21 de la misma.

## Clubes
| Club                           | País     | Año       | Partidos | Goles |
| ------------------------------ | -------- | --------- | -------- | ----- |
| Maccabi Netanya                | Israel   | 2007-2010 | 117      | 8     |
| F. C. Núremberg                | Alemania | 2010-2013 | 62       | 2     |
| Hapoel Tel Aviv F. C. (cedido) | Israel   | 2013      | 14       | 1     |
| F. C. Ingolstadt 04            | Alemania | 2013-2019 | 135      | 12    |
| Maccabi Netanya                | Israel   | 2019-2022 | 63       | 0     |